# 泉よし子
泉 よし子（いずみ よしこ、1936年3月9日 - ）は、北海道出身の女優。東京俳優生活協同組合に所属していた。

## 人物
身長159cm。体重54kg。血液型AB型。
1957年に劇団泉座に入団。1961年より東京俳優生活協同組合へ所属。
趣味はスキー。特技は日舞、書道、太極拳。

## 出演作品

### テレビドラマ

#### NHK
- 風神の門 第11話「家康狙撃」（1980年）
- 大河ドラマ
  - 徳川家康（1983年） - 老女
  - 翔ぶが如く 第二部 第43話「それぞれの薩摩」 - 第48話「明日への飛翔」（1990年） - タマ
- 連続テレビ小説 / 君の名は 第2、5話（1991年） - 真知子の母
- さわやか3組 第9期 第19話「とんだボヤさわぎ」（1996年） - 貞子
- 水曜シリーズドラマ / 新・花へんろ 風の昭和日記 第1話「日本はどうなるんかナモシ」（1997年）

#### 日本テレビ
- おれは男だ! 第15話「女は女 男じゃないよ!」（1971年）
- 太陽にほえろ!
  - 第152話「勇気」（1975年）
  - 第385話「死」（1979年）
  - 第408話「スコッチ誘拐」（1980年）
  - 第419話「禁じられた怒り」（1980年）
  - 第431話「誰が彼を殺したか」（1980年）
  - 第454話「スコッチ、市民を撃つ」（1981年）
  - 第492話「傷だらけの勲章」（1982年）
  - 第593話「ジプシー再び」（1984年）
  - 第624話「張り込み」（1984年）
  - 第639話「春なのに…」（1985年）
- 金曜劇場
  - 前略おふくろ様
    - 第1シリーズ 第3話（1975年） - 小料理屋の女将
    - 第2シリーズ
      - 第2話（1976年）
      - 第23話（1977年） - 幸子

  - 熱中時代 第1シリーズ - 母親
    - 第2話「熱中先生最初の失敗」（1978年）
    - 第11話「涙の父母参観日」（1978年）
    - 第21話「人情タコ焼き先生」（1979年）

  - 昨日、悲別で 第3話（1984年）
- 俺たちの朝 第15話「金欠病と女子寮とオッスのギックリ腰」（1977年）
- 大都会 PARTII
  - 第10話「刑事のいのち」（1977年）
  - 第28話「狙撃」（1977年）
- ゆうひが丘の総理大臣（1979年）
  - 第14話「不良になるのも大変だ!」
  - 第37話「真夏の恋は乱戦模様!」
- 西遊記
  - 西遊記 第23話「女人国 八戒が妊娠!?」（1979年）
  - 西遊記II 第21話「異説 鬼子母神由来記」（1980年）
- 新五捕物帳 第97話「かあちゃんの子守唄」（1980年） - おいく
- グランド劇場→土曜グランド劇場→土曜ドラマ
  - 池中玄太80キロ パート1 第1話「ハロー! 娘たちよ」、第2話「忘れてた! 入学式」（1980年）
  - 事件記者チャボ! 第20話「チャボの危険がいっぱい…!」（1984年）
  - 銀狼怪奇ファイル 第9話「金狼現わる! 生徒が一晩でミイラに…明かされる銀狼出生の秘密」・第10話「完結編! 最終決戦VS金狼 勝つのは誰だ?! そして最後の変身…」（1996年） - 女の声
- 俺はおまわり君 第4話「だましだまされ、男と女は…」（1981年）
- 右門捕物帖
  - 第2話「同心は悲しみを越えて」（1982年）
  - 第12話「江戸から消えた女」（1983年）
- 火曜サスペンス劇場
  - 松本清張スペシャル・一年半待て（1984年）
  - 名無しの探偵 第4作「愛の死角」（1988年）
  - 探偵事務所 第2作「7つの予告殺人プログラム!」（1995年） - 岡本ホテル大女将
- オンリー・ユー〜愛されて〜 第1話「裏窓より愛を込めて…」（1996年）
- 夜逃げ屋本舗

#### TBS
- おかあさん 第2シリーズ 第173話「さらばルイジアナ」（1963年）
- 東芝日曜劇場
  - 土曜と月曜の間（1964年）
  - 眠り人形（1977年）
- ジャンケンケンちゃん 第6話「いかした女の子」（1969年）
- ありがとう 第1シリーズ 第7話（1970年）
- 肝っ玉かあさん 第3シリーズ 第83話（1971年）
- 好き! すき!! 魔女先生 第6話「僕の弟はロボットだ!」（1971年） - 主婦
- なんたって18歳! 第12話「クルシミマスだわァ」（1971年）
- 放浪家族 第4話（1975年）
- はじめまして 第10話（1975年） - 花屋の客
- ブラザー劇場 / それ行け!カッチン 第15話「真珠がピカリ ひな祭り」（1976年）
- グッドバイ・ママ 第1話 - 第3話（1976年）
- ほんとうに 第2話（1976年）
- 日曜☆特バン / 野口英世伝 -光は東方より- 青春篇（1976年）
- 赤い絆（1978年）
  - 第16話「偽りの華燭」
  - 第17話「父と母のいまわしい過去」
  - 第19話「憎むべき男 その人は父!」
- 青春の門 第二部 第22、23話（1978年）
- 人はそれをスキャンダルという 第4話「婚前同居」（1978年）
- 薔薇海峡 第1話「愛がそむく朝」（1978年）
- Gメン'75
  - 第206話「催眠術殺人事件」（1979年） - 玉井の母
  - Gメン'82 第12話「白バイVSカーアクション 殺人事件」（1983年）
- 金曜ドラマ
  - 沿線地図 第8話（1979年） - バーの女
  - 金曜日には花を買って（1986年） - 主婦
- 不毛地帯 第21話（1979年）
- 野々村病院物語 第9話（1981年） - 患者
- ドラマ23 / 愛と憎しみの河 第4話（1988年）
- 代議士の妻たちII 第1話「ウラ目に出た再婚」、第2話「身内のスキャンダル」（1989年）
- 新婚なり!（1995年）
- 月曜ドラマスペシャル→月曜ミステリー劇場
  - 森村誠一サスペンスシリーズ / 迷路（1997年）
  - カードGメン・小早川茜 第2作「消せない過去」（2001年） - 権藤清子
- 花王 愛の劇場 / ひなたぼっこ 第1週（1998年） - 大橋

#### フジテレビ
- 第7の男 第14話「香港から来た女」（1965年）※未放送
- 浮世絵 女ねずみ小僧 第2シリーズ 第23話「怪盗! 御金蔵破り」（1972年）
- 渚より愛をこめて（1976年）
- 土曜劇場
  - まひる野 第4話（1977年）
  - 白い巨塔 第29話（1978年） - 安田太一の妻
- お昼のテレビ小説 / 赤とんぼ（1978年）
- ゴールデンドラマシリーズ / 球形の荒野 第2話（1978年）
- 大捜査線 第7話「明日からは泣かない」（1980年）
- 同心部屋御用帳 新・江戸の旋風 第12話「恋風孫兵衛・春の嵐吹く」（1980年）
- 金曜劇場 / 北の国から 第7話「電話」（1981年）
- 平岩弓枝ドラマシリーズ / 花祭（1982年）
- 木曜ドラマストリート / 女教師「伊豆の踊り子」殺人事件（1986年）
- 月曜ドラマランド / ナイン（1987年）
- 男と女のミステリー / 殺意 或る女の誤算（1988年）
- 世にも奇妙な物語 / 死神（1991年）
- 凪の光景（1992年）
- Trap-TV 第9話「翻訳 〜Translation〜」（1993年）
- 秋の特選ミステリー / 死刑台のエレベーター（1993年）
- はるちゃん3（1999年）
- 冬の輪舞 第62話「挫けない運命」（2005年）

#### テレビ朝日
- 変身忍者 嵐 第11話「血どくろ谷のドクモリバチ!!」（1972年） - さと
- 特別機動捜査隊 第550話「ある異常人間」（1972年） - 主婦
- 新・二人の事件簿 暁に駆ける 第19話「最後のパトロール」（1976年）
- スーパー戦隊シリーズ
  - 秘密戦隊ゴレンジャー 第75話「真赤な火炎地獄!! ストーブ仮面の陰謀」（1977年） - 団地の住民
  - 魔法戦隊マジレンジャー Sage.47「君にかける魔法 〜ルルド・ゴルディーロ〜」（2006年） - おばあさん
- ロボット110番 第13話「大追跡だよ一直線」（1977年）
- 5年3組魔法組 第37話「チビッ子魔女で大そうどう」（1977年） - 洋服店店主
- 達磨大助事件帳 第4話「待っていた女」（1977年）
- 浮浪雲（1978年）
  - 第1話
  - 第20話
- あばれはっちゃく
  - 俺はあばれはっちゃく 第29話「燃えろママゴンマルヒ作戦」（1979年） - 町内会会長
  - 男! あばれはっちゃく 第40話「良い年売りますマルヒ作戦」（1981年）
- 草野球・草家族（1980年）
- 西部警察
  - 西部警察 (PART1) 第24話「獅子に怒りを!!」（1980年）
  - 西部警察 PART-II 第39話「謎の亡命者」（1983年）
  - 西部警察 PART-III 第44話「走れ一兵! 成田発PM3」（1984年）
- 走れ!熱血刑事 第25話「夢のアメリカ西海岸」（1981年）
- 特捜最前線
  - 第221話「殺人鬼を見た車椅子の婦警!」（1981年）
  - 第392話「幼児誘拐・5年目の再会!」（1984年）
  - 第434話「悪女からのプレゼント!」（1985年）
  - 第465話「木曜日の暴行魔! 疑惑の単身警官待機寮」（1986年）
- 土曜ワイド劇場
  - 松本清張の事故（1982年） - 主婦
  - 痴漢 エリート団地妻VSハイミス姉妹（1984年）
  - 女刑事・柏木冴子 金沢・越前海岸連続誘拐殺人事件!（1993年）
- 私鉄沿線97分署 第24話「オレの出番だ! ロマンスだ!!」（1985年）
- どうぶつ通り夢ランド 第6話「助けたカメは100万円?!」（1986年）
- 六本木ダンディーおみやさん 第1話「女刑事班初出動! 6億のマンションに住む独身男が殺されていた事件」（1987年）
- はぐれ刑事純情派
  - 第7シリーズ 第7話「同窓会殺人事件 女がウソをつくとき」（1994年）
  - 第12シリーズ 第5話「復讐のピアノ!? 婚約者を殺された女」（1999年） - 本山泰江 役
- さすらい刑事旅情編VII 第8話「小樽運河の女・消えた被害者!」（1994年）
- 風の刑事・東京発! 第6話「会津行き! マンションを買う女」（1995年）
- 新春ドラマスペシャル・マグロ 第1夜（2007年）

#### 東京12チャンネル→テレビ東京
- ぐるぐるメダマン 第4話「ずるやすみ友の会だぞ!」（1976年） - 夫人
- ミラクルガール 第4話「包囲線のメロディー」（1980年）
- 大江戸捜査網
  - 第3シリーズ
    - 第379話「遊女が見た幸せの夢」（1981年）
    - 第394話「姫君七変化道中」（1981年）
    - 第504話「八丁堀情話 夫よ許して!」（1983年）

  - 新 大江戸捜査網 第25話「絶唱! 幻の夫婦花」（1984年） - とく
- 春のドラマスペシャル / オジロの海（1990年）
- 徳川無頼帳（1992年）
- ウルトラQ dark fantasy 第4話「パズルの女」（2004年）

#### NHK BS-2
- 日曜ドラマ / おごるな上司

#### BS-i
- 柔らかな頬（2001年）

### テレビ番組
- スタンダード日本語講座（NHK教育テレビ）

### 映画
- 愛しのハーフ・ムーン（1987年、にっかつ） - 媒酌人
- 小林ひとみの令嬢物語（1987年、にっかつ） - 初老の夫婦
- Shall we ダンス?（1996年、東宝）
- 海猫（2004年、東映） - 野田家親族